# Wilhelm Kalveram
Wilhelm Kalveram (* 26. März 1882 in Essen; † 15. Januar 1951 in Frankfurt am Main) war ein deutscher Betriebswirt.

## Leben
Wilhelm Kalveram studierte Staats- und Finanzwissenschaften mit dem Abschluss Diplom-Kaufmann. 1920 wurde er mit einer von Fritz Schmidt betreuten Dissertation zum Dr. rer. pol promoviert. Im Jahre 1922 habilitierte er sich mit einer Arbeit über Bankbilanzen an der Universität Frankfurt am Main, wo er Bankbetriebslehre, Industriebetriebslehre, Rechnungswesen und Wirtschaftsethik lehrte. 1923 wurde er zum außerordentlichen, 1925 zum ordentlichen Professor ernannt. Kalveram trat zum 1. Mai 1937 der NSDAP bei (Mitgliedsnummer 5.224.964) und war Förderndes Mitglied der SS. Bis zu seiner Emeritierung 1946 lehrte Kalveram in Frankfurt. 1948 erhielt er einen Lehrauftrag an der Universität Köln und lehrte dort ab 1950 als Honorarprofessor.
Kalveram war bis 1933 Herausgeber der Zeitschrift Bankbetriebslehre sowie Mitherausgeber der Zeitschriften Betriebswirtschaftliche Forschung und Praxis (BFuP) und Zeitschrift für Betriebswirtschaft (ZfB).
Ab 1924 war er Ehrenmitglied der katholischen Studentenverbindung KDStV Hasso-Nassovia Frankfurt am Main.

## Schriften
- Organisation und Technik des bankmäßigen Kontokorrentgeschäfts. (1933)
- Bankbetriebslehre. (1939)
- Grundsätzliches zur Methode des Leistungsvergleichs. (1944)
- Kaufmännisches Rechnen. (2. Aufl. 1938)
- Der christliche Gedanke in der Wirtschaft (1949)